# 416
| [ Edytuj tabelę ] |                              |
| Cesarz Bizancjum  | - 408 Teodozjusz II 450      |
| Władca Guptów     | - 414 Kumaragupta 455        |
| Władca Korei      | - 413 Changsu 491            |
| Papież            | - 401 Innocenty I 417        |
| Król Persji       | - 399 Jezdegerd I 420        |
| Cesarz Rzymu      | - 395 Flawiusz Honoriusz 423 |
| Król Wandalów     | - 406 Gunderyk 428           |
| Król Wizygotów    | - 415 Walia 419              |

Rok 416 / CDXVI
stulecia: IV wiek ~
V wiek ~
VI wiek

lata: 406 «
411 «
412 «
413 «
414 «
415 «
416
» 417
» 418
» 419
» 420
» 421
» 426

## Wydarzenia
- Europa
  - Wizygoci podbili królestwo Wandalów w Hiszpanii
- Azja
  - Prawdopodobna eksplozja wulkanu Krakatau

## Zmarli
- 18 sierpnia – Huiyuan (ur. 344), buddysta chiński, propagator kultu buddy Amitabhy